# 伊萨瓦
伊萨瓦（西班牙語：Isaba）是西班牙纳瓦拉的一个市镇。总面积147平方公里，总人口510人（2001年），人口密度3人/平方公里。